# شوی (دزفول)
شوی روستایی با مردم لرِ بختیاری از طایفه شوینی و تادخیری از توابع بخش شهیون دهستان امامزاده سید محمود از شهرستان دزفول در استان خوزستان است

## کدخدا روستا شوی
کدخدا (دهبان) روستا شوی طبق آمار به دست اومده مراد عیدی پور است از قوم بختیاری از طایفه شوینی.

## جمعیت
این روستا در دهستان امامزاده سیدمحمود قرار دارد و بر اساس سرشماری مرکز آمار ایران در سال ۱۳۸۵، جمعیت آن ۳۰ نفر (۴ خانوار) بوده‌است.